# FK DAC 1904 Dunajská Streda
El FK DAC 1904 Dunajská Streda és un club eslovac de futbol de la ciutat de Dunajská Streda.

## Història
El club fou fundat l'any 1904. Des de 2013, DAC està afiliat amb ŠK Senec. Evolució del nom:
- 1904: DAC (Dunaszerdahelyi Atlétikai Club)
- 1908: DSE (Dunaszerdahelyi Sport Egylet)
- 1920: DAC (Dunaszerdahelyi Atlétikai Club)
- 1933: DTC (Dunaszerdahelyi Torna Club)
- 1942: DLE (Dunaszerdahelyi Labdarúgó Egyesület)
- 1948: Sokol
- 1953: Slavoj
- 1965: Jednota
- 1968: TJ DAC
- 1982: TJ DAC Pol'nohospodar
- 1993: FC DAC
- 1994: Marat -DAC
- 1994: 1.FC DAC - Gemer
- 1996: 1.FC DAC
- 2000: FK DAC 1904

## Palmarès
- Copa txecoslovaca de futbol: 
  - 1987

- Copa eslovaca de futbol: 
  - 1987